# Burmannia juncea
Burmannia juncea là một loài thực vật có hoa trong họ Burmanniaceae. Loài này được Sol. ex R.Br. mô tả khoa học đầu tiên năm 1810.